# Марк Плавций Хипсей
Марк Плавций Хипсей (на латински: Marcus Plautius Hypsaeus) e политик и юрист на Римската република през 2 век пр.н.е.
През 125 пр.н.е. Хипсей е избран за консул заедно с Марк Фулвий Флак. Тази година колегата му флак е изпратен от сената в Южна Франция до Марсилия да се справи със салите и завладява и други части на територията. Прованс става римска провинция.
Цицерон описва Хипсей като експерт по цивилно право.